# Stahlhofen am Wiesensee
Stahlhofen am Wiesensee – miejscowość i gmina w Niemczech, w kraju związkowym Nadrenia-Palatynat, w powiecie Westerwald, wchodzi w skład gminy związkowej Westerburg.